# Берт Янг
Берт Янг (англ. Burt Young, справжнє ім'я — Джеральд Томмазо Делуїз, англ. Gerald Tommaso DeLouise; 30 квітня 1940, Нью-Йорк — 8 жовтня 2023, Лос-Анджелес, Каліфорнія) — американський актор, письменник та художник. Найбільш відомий за роллю Полі в шести фільмах про Роккі Бальбоа.

## Біографія
Берт Янг народився 30 квітня 1940 року в Квінзі, Нью-Йорк у родині італоамериканців Жозефіни і Майкла. Служив у морській піхоті США з 1957 по 1959 роки. Рано став вдівцем, його дружина Глорія померла в 1974 році, залишивши йому п'ятирічну дочку Анну Морею (1969). Закінчив акторську студію під керівництвом Лі Страсберга.

## Кар'єра
Найперші ролі зіграв у кінофільмах «Банда, що не вміє стріляти» (1971), «На тому боці 110-й вулиці» (1972), «Китайський квартал» (1974), «Гравець» (1974) і «Еліта вбивць» (1975). У 1976 році Янг зіграв у фільмі «Роккі». Фільм мав шалений успіх, а роль Полі принесла йому номінацію на премію «Оскар». Янг брав участь у всіх подальший частинах кінострічки. Також брав участь у фільмах «Конвой» (1978), «Одного разу в Америці» (1984), «Хрещений батько Гринвіч-Віллидж» (1984), «Останній поворот на Бруклін» (1989), «Пригоди Плуто Неша» (2002).

## Фільмографія
| Рік       |   | Українська назва                | Оригінальна назва                     | Роль                      |
| --------- | - | ------------------------------- | ------------------------------------- | ------------------------- |
| 1971      | ф | Народжений перемагати           | Born to Win                           |                           |
| 1971      | ф | Банда, що не вміє стріляти      | The Gang That Couldn't Shoot Straight | Віллі                     |
| 1972      | ф | На тому боці 110-й вулиці       | Across 110th Street                   | Лапідес                   |
| 1973      | с | M*A*S*H                         | M*A*S*H                               | лейтенант Вілліс          |
| 1974      | ф | Китайський квартал              | Chinatown                             | кучерявий                 |
| 1974      | ф | Гравець                         | The Gambler                           | Кармін                    |
| 1975      | ф | Еліта вбивць                    | The Killer Elite                      | Мак                       |
| 1976      | ф | Гаррі і Волтер їдуть в Нью-Йорк | Harry and Walter Go to New York       | начальник в'язниці Даргом |
| 1976      | ф | Роккі                           | Rocky                                 | Полі                      |
| 1978      | ф | Конвой                          | Convoy                                | Боббі                     |
| 1979      | ф | Роккі 2                         | Rocky II                              | Полі                      |
| 1982      | ф | Роккі 3                         | Rocky III                             | Полі                      |
| 1982      | ф | У пошуках виходу                | Lookin' to Get Out                    | Джеррі Фельдман           |
| 1984      | ф | Одного разу в Америці           | Once Upon a Time in America           | Джо                       |
| 1984      | ф | Хрещений батько Гринвіч-Віллидж | The Pope of Greenwich Village         | Бед Баг Едді              |
| 1985      | ф | Роккі 4                         | Rocky IV                              | Полі                      |
| 1986      | ф | Знову в школу                   | Back to School                        | Лу                        |
| 1989      | ф | Червоний, як кров               | Blood Red                             | Ендрюс                    |
| 1989      | ф | Останній поворот на Бруклін     | Last Exit to Brooklyn                 | Великий Джо               |
| 1990      | ф | Роккі 5                         | Rocky V                               | Полі                      |
| 1994      | с | Коломбо                         | Columbo                               | Мо Вайнберг               |
| 1996      | ф | Північна зірка                  | North Star                            | Рено                      |
| 1997      | с | Закон і порядок                 | Law & Order                           | Льюїс Дарнелл             |
| 1996—1997 | с | Вокер, техаський рейнджер       | Walker, Texas Ranger                  | Джек Белмонт              |
| 2000      | ф | Дуже скупий чоловік             | Very Mean Men                         | Домінік Піазза            |
| 2002      | ф | Пригоди Плуто Неша              | The Adventures of Pluto Nash          | Джино                     |
| 2006      | ф | Роккі Бальбоа                   | Rocky Balboa                          | Полі                      |
| 2007      | ф | Казки стриптиз-клубу            | Go Go Tales                           | Мюррей                    |
| 2014      | ф | Гангста Love                    | Rob the Mob                           | Джої Ді                   |
| 2018      | ф | Дебошир                         | The Brawler                           | Сальваторе                |
| 2019      | с | Російська лялька                | Russian Doll                          | Джо                       |